# Zelia metalis
Zelia metalis là một loài ruồi trong họ Tachinidae.